# Jean Nicolas Stofflet
Jean Nicolas Stofflet (Bathelémont-lès-Bauzemont, 3 febbraio 1753 – Angers, 25 febbraio 1796) fu un importante capo militare dell'armata vandeana, che combatté nelle guerre di Vandea contro i repubblicani.

## Biografia
Figlio di un mugnaio, nacque in Lorena il 3 febbraio 1753, fu a lungo soldato semplice in un reggimento svizzero in Francia ed in seguito guardiacaccia al servizio del conte di Colbert-Maulévrier. Si unì ai vandeani quando insorsero contro la Rivoluzione francese in difesa della loro fede e dei loro principi monarchici.
Durante la guerra di Vandea servì inizialmente sotto il comando di D'Elbée, si batte a Fontenay, Cholet e Saumur e si distinse nelle battaglie di Beaupréau, Laval ed Antrain.
Venne nominato general-maggiore dell'esercito monarchico e nel 1794 succedette a La Rochejacquelein come generale in capo. Stabilì il suo quartier generale nella foresta di Vezins. I suoi litigi con un altro capo vandeano, Charette, e le avversioni subite dagli eserciti vandeani, lo conducono a fare la sua offerta ed accettare le condizioni del trattato di Saint-Florent-le-Vieil (2 maggio 1795).
Tuttavia, viola presto questo trattato e, nel dicembre 1795, riprende le armi istigato da agenti monarchici per conto del conte di Provenza (il futuro Luigi XVIII di Francia) dai quali ricevette il grado di maresciallo di campo. Quest'ultimo tentativo di Stofflet fallisce completamente e viene catturato dai repubblicani, condannato a morte da un tribunale militare e fucilato ad Angers, il 25 febbraio 1796.
I restanti uomini che comandava, passarono sotto il comando di Charles d'Autichamp. I suoi uomini lo temevano più di quanto lo gradivano. Era intelligente, buon militare, ma era anche duro, freddo ed ambizioso. Dopo la morte di alcuni capi vandeani, cercò di diventare il nuovo "generalissimo". Ma il fatto di essere in discordia con alcuni comandanti, aggiunto alla sua mancanza di qualità umane, non gli permise di ottenere il posto tanto ambito.